# Rairiz de Veiga

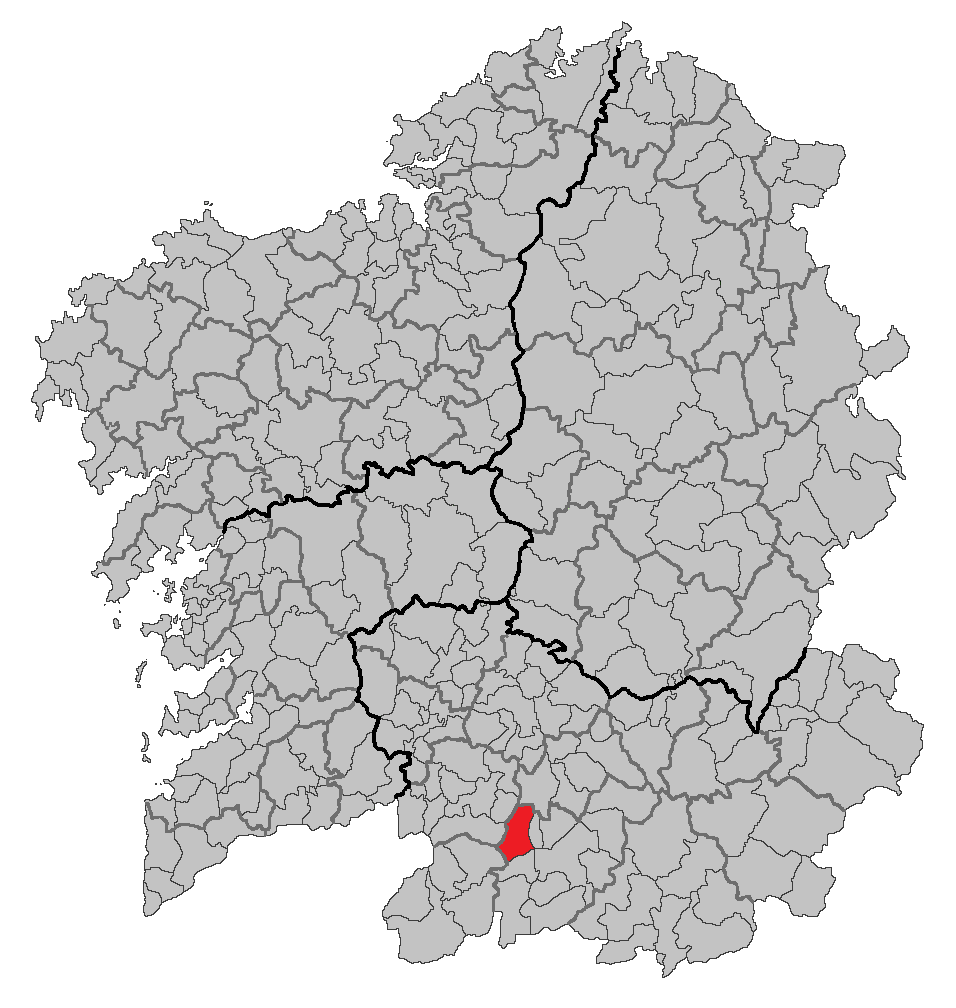
Localização de Rairiz de Veiga

Rairiz de Veiga é um município da Espanha na província
de Ourense,
comunidade autónoma da Galiza, de área 72,11 km² com população de 1732 habitantes (2007) e densidade populacional de 24,75 hab/km².

## Demografia
| Variação demográfica do município entre 1991 e 2004 | Variação demográfica do município entre 1991 e 2004 | Variação demográfica do município entre 1991 e 2004 | Variação demográfica do município entre 1991 e 2004 |
| --------------------------------------------------- | --------------------------------------------------- | --------------------------------------------------- | --------------------------------------------------- |
| 1991                                                | 1996                                                | 2001                                                | 2004                                                |
| 2368                                                | 2001                                                | 1799                                                | 1788                                                |